# K League 1983
Die Super League 1983 war die erste Spielzeit der höchsten südkoreanischen Fußballliga. Die Liga bestand aus fünf Vereinen; zwei Vereine waren Profimannschaften (Hallelujah FC und Yukong Elephants), die anderen drei (POSCO, Daewoo und Kookmin Bank FC) waren Halbprofivereine.
Die Liga begann am 8. Mai 1983 und endete am 25. September 1983. Die Saison wurde in eine Hin- und Rückrunde eingeteilt. In der Hinrunde spielten sie in Seoul, Busan, Daegu, Jeonju und Daejeon und in der Rückrunde spielten sie erneut in Seoul, Busan und Daegu sowie in Gwangju, Chuncheon, Masan und Andong.

## Teilnehmende Mannschaften
folgende Mannschaften nahmen an der Super League 1983 teil:
| Verein           | Stadt/Region                                     | Gründungsjahr | Vereinsart      |
| ---------------- | ------------------------------------------------ | ------------- | --------------- |
| Yukong Elephants | Seoul, Incheon, Gyeonggi-do                      | 1982          | Profiverein     |
| Hallelujah FC    | Chungcheongnam-do, Chungcheongbuk-do, Gangwon-do | 1980          | Profiverein     |
| POSCO            | Daegu, Gyeongsangbuk-do                          | 1973          | Halbprofiverein |
| Daewoo           | Busan, Gyeongnam                                 | 1979          | Halbprofiverein |
| Kookmin Bank FC  | Jeollanam-do, Jeollabuk-do                       | 1969          | Halbprofiverein |

## Austragungsorte
In folgenden Stadien wurde die Super League 1983 ausgetragen:
| Stadt     | Heimstadion                   | Kapazität |
| --------- | ----------------------------- | --------- |
| Seoul     | Dongdaemun-Stadion            | 22.706    |
| Busan     | Busan-Gudeok-Stadion          | 24.363    |
| Daegu     | Daegu-Stadion                 | 19.467    |
| Jeonju    | Jeonju-Stadion                | 30.000    |
| Daejeon   | Daejeon-Hanbat-Sports-Komplex | 20.618    |
| Andong    | Andong-Stadion                | 17.000    |
| Gwangju   | Gwangju-Mudeung-Stadion       | 24.304    |
| Chuncheon | Chuncheon-Stadion             | 35.000    |
| Changwon  | Masan-Stadion                 | 21.484    |

## Tabelle
| Pl. | Verein           | Sp. | S | U | N  | Tore    | Diff. | Punkte |
| --- | ---------------- | --- | - | - | -- | ------- | ----- | ------ |
| 1.  | Hallelujah FC    | 16  | 6 | 8 | 2  | 028:200 | +8    | 20:12  |
| 2.  | Daewoo           | 16  | 6 | 7 | 3  | 021:140 | +7    | 19:13  |
| 3.  | Yukong Elephants | 16  | 5 | 7 | 4  | 026:220 | +4    | 17:15  |
| 4.  | POSCO            | 16  | 6 | 4 | 6  | 021:210 | ±0    | 16:16  |
| 5.  | Kookmin Bank FC  | 16  | 3 | 2 | 11 | 011:300 | −19   | 08:24  |